# Университет национального и мирового хозяйства
Университет национального и мирового хозяйства (сокращённо УНМХ, болг. Университет за национално и световно стопанство, сокращённо УНСС) одно из крупнейших и самых старых экономических вузов в Юго-Восточной Европе, имеет почти 100-летнюю историю. Ранее назывался ВЭИ «Карл Маркс».
УНМХ — современная государственная высшая школа, в которой проводится обучение в различных формах и на разных уровнях с целью получения образовательно-квалификационной степени «специалист», «бакалавр», «магистр» и образовательной и научной степени «доктор» в соответствии с традициями и ценностями болгарского высшего образования

## История университета

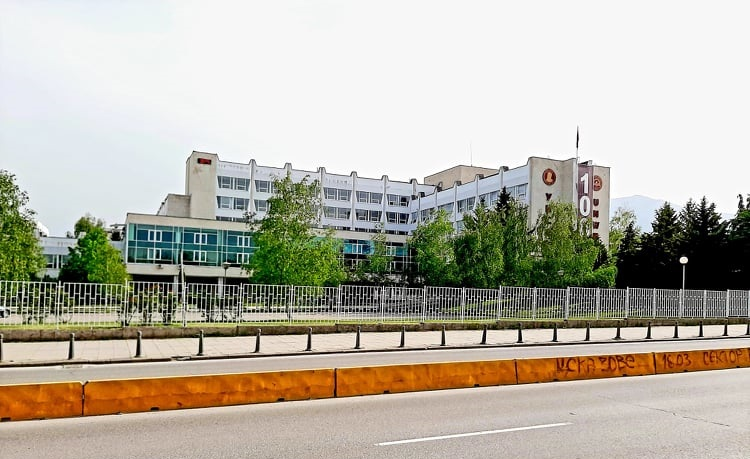
Университет национального и мирового хозяйства /УНМХ/

УНМХ — преемник Свободного университета политических и хозяйственных наук /СУПХН/, созданного по приказу № 2155/05.07.1920 г. Министра народного просвещения. Законом от 1940 г. /Государственная газета №. 126 от 7.06.1940 г./ СУПХН трансформирован в Государственную высшую школу финансовых и административных наук /ГВШФАН/Указом № 26 /г. Известия, №. 10 от 1.02.1952 г./ восстановлена самостоятельность высшей школы под именем Высший экономический институт /ВЭИ/. В 1953 г. Указом № 89 он назван именем Карла Маркса /г. Известия, №. 23 от 20.03.1953 г./.
27 апреля 1990 г. решением Академического совета /АС/ ВЭИ им. Карла Маркса преобразован в Университет национального и мирового хозяйства. Официальная трансформация высшей школы осуществлялась по решению Народного собрания Республики Болгарии о создании и преобразовании высших школ /Государственная газета №. 68 от 26 июля 1995 г./.

## Специальности
В УНМХ проводится обучение по специальностям: Предпринимательство, Макроэкономика, Финансы, Бухгалтерский учет, Финансовый контроль, Экономика и организация труда, Страховое и социальное дело, Маркетинг, Прогнозирование и планирование, Статистика и эконометрия, Экономика индустрии, Аграрная экономика, Экономика торговли, Экономика коопераций, Экономика транспорта, Экономика сообщений, Экономика социально-культурной сферы, Журналистика и массмедиа, Экономика обороны и безопасности, Экономика интеллектуальной собственности, Международные экономические отношения, Международные отношения, Туризм, Логистика, Социология, Хозяйственное управление, Бизнес информатика, Публичная администрация, Право, Экономика со специализациями: Экономическая социология, Экономическая психология и экономическая педагогика.

## Ректоры
- Натан, Жак (1957—1962)